# Fußball-Bundesliga 1971/72
Erster in der Saison 1971/72 der deutschen Fußball-Bundesliga und somit Deutscher Meister der Männer wurde der FC Bayern München.

## Saisonüberblick

### Meisterschaft
Die Saison 1971/72 entwickelte sich überraschend zum Zweikampf zwischen dem Vizemeister FC Bayern und Schalke 04, nachdem Titelverteidiger Borussia Mönchengladbach bereits früh in der Saison Punkte verloren hatte und den Anschluss nicht wiederherstellen konnte.  Mit Schalke 04, 1970/71 noch Sechster, hatte vor Saisonbeginn niemand gerechnet. Der zu Saisonbeginn verpflichtete Trainer Ivica Horvat holte jedoch aus seiner Mannschaft – eine Mischung aus alt, wie Nationalverteidiger Klaus Fichtel (27 = Alter am letzten Spieltag), dem niederländischen Mittelfeldakteur Heinz van Haaren (32) und dem dribbelstarken Reinhard „Stan“ Libuda sowie den aufstrebenden Talenten wie Verteidiger Rolf Rüssmann (21), den von Kickers Offenbach geholten Zwillingen Erwin und Helmut Kremers (23), dem Mittelstürmer Klaus Fischer (22), der zum zweitbesten Bundesliga-Goalgetter avancieren sollte, und Torwart Norbert Nigbur (24), der eine ausgezeichnete Saison hinter sich bringen sollte – das Beste heraus. Auch eine überraschend hohe 0:7-Niederlage bei Borussia Mönchengladbach am 12. Spieltag brachte die Mannschaft nicht aus dem Konzept. Vor dem letzten Spieltag der Hinrunde lag Schalke mit einem Punkt vor den Bayern, die am 16. Spieltag noch mit einem 11:1 gegen Borussia Dortmund ihren höchsten Bundesligasieg erreichten. Schalke 04 legte am 17. Spieltag durch einen 1:0-Sieg in der Glückauf-Kampfbahn über die Bayern durch ein spätes Tor von van Haaren weiter vor.
Die Bayern, die im März verhinderten, dass Gerd Müller einem Millionenangebot des FC Barcelona folgend in die gerade für Ausländer wiedereröffnete spanische Liga abwanderte, leisteten sich in der Rückrunde nur eine weitere Niederlage, nämlich beim MSV Duisburg, bei dem sie am letzten Spieltag der Vorsaison die Meisterschaft verloren hatten, und zwei weitere Punktverluste. Die Schalker dagegen mussten vor dem letzten Spieltag drei Niederlagen und zwei Unentschieden hinnehmen, womit die Bayern einen Punkt vorne lagen. Die Schlussphase der Bundesliga wurde für die Europameisterschafts-Endrunde zwischen dem 14. Juni und dem 18. Juni 1972 unterbrochen. Der letzte Spieltag stellte ein Novum da, da sich erstmals zwei Mannschaften mit Titelchancen gegenüber standen; eine Art Finale. Dies war auch der erste letzte Spieltag, der an einem Mittwoch stattfand und an dem nicht alle Spiele zeitgleich stattfanden. Alle Spiele fanden um 15:30 statt, nur Bayern gegen Schalke wurde um 20:00 Uhr angepfiffen, um die erste Live-Fernsehübertragung eines Bundesligaspiels, allerdings nur bei partizipierenden Dritten Programmen der ARD, wie bspw. dem des Bayerischen Rundfunks, zu ermöglichen. Das war auch das erste Spiel des FC Bayern im neuen für die Olympischen Spiele 1972 erstellten Münchner Olympiastadion. Rund 80.000 Zuschauer ermöglichten die erste Millioneneinnahme des FC Bayern in einem Spiel und es war auch die bis dahin höchste Einnahme in einem Bundesligaspiel. Nach rund einer halben Stunde legte Bayerns rechter Verteidiger, der Däne Johnny Hansen, das 1:0 vor. Zehn Minuten später erhöhte der linke Verteidiger Paul Breitner auf 2:0. Zehn Minuten nach der Pause verkürzte Klaus Fischer noch einmal auf 1:2, der als Talent geführte Willi Hoffmann erhöhte in der 69. Minute auf 3:1. In der 80. Minute erzielte Uli Hoeneß das hundertste Saisontor der Bayern und in der Schlussminute besorgte Franz Beckenbauer das 5:1.
Die 101 Tore der Bayern sind noch heute gültiger Rekord. Gerd Müller stellte mit 40 Toren eine Rekordmarke auf, die 49 Jahre Bestand hatte, obwohl er drei Elfmeter verschossen hatte. Erst in der Saison 2020/21 hat Robert Lewandowski diese Marke um ein Tor überboten. Der Punkterekord des FC Bayern München (55:13 Punkte, umgerechnet 79 Punkte nach der Drei-Punkte-Regel) hatte 40 Jahre lang Bestand. Erst in der Spielzeit 2011/12 wurde dieser Rekord von Borussia Dortmund (81 Punkte, nach alter Zwei-Punkte-Regelung 56:12) gebrochen, allerdings stellten die Bayern in der Folgesaison 2012/13 den Rekord des BVBs wieder ein und holten insgesamt 91 Punkte und die Meisterschaft. Schalke 04 war mit 52:16 Punkten, umgerechnet 76 Punkte nach der Drei-Punkte-Regel, der beste Vizemeister bis zur Saison 2015/16, als Borussia Dortmund 78 Punkte holte (nach alter Zwei-Punkte-Regelung 54:14). Nach der Zwei-Punkte-Regelung hatte Werder Bremen diesen Rekord 1982/83, damals hinter dem HSV, bereits eingestellt, wenngleich mit schlechterer Tordifferenz. Weiterhin bis heute ungebrochen ist die Heimspielbilanz der Schalker von 16 Siegen und einem Unentschieden bei einem Torverhältnis von 54:8 Toren.

### Weitere Entscheidungen und Themen
Schalke gewann am Sonntag nach dem Spiel in München im Niedersachsenstadion von Hannover das Pokalfinale gegen den 1. FC Kaiserslautern mit 5:0, seinerzeit ein Rekordergebnis, das Schalke 04 beim 5:0-Finalsieg über den MSV Duisburg im Jahre 2011 wiederholte. Schalke war damit für den Europapokal der Pokalsieger qualifiziert.
Der 1. FC Kaiserslautern qualifizierte sich als Pokalfinalist für den UEFA-Cup, ebenso wie die Ränge drei bis fünf der Bundesliga, Borussia Mönchengladbach (in dieser Saison nach dem 7:1 im Büchsenwurfspiel gegen Inter Mailand aus dem Meistercup ausgeschieden), der 1. FC Köln und Eintracht Frankfurt. Enttäuschend war der durch teure Einkäufe wie Herbert Laumen vom Meister Borussia Mönchengladbach sowie Werner Weist und Willi Neuberger aus Dortmund verstärkte SV Werder Bremen, der in dieser Saison mit in Bremer Stadtfarben gehaltenen rot-weiß gestreiften Trikots und weißen Hosen auflief und sich den Beinamen Millionenelf erwarb: Am Ende stand der elfte Platz. Interessante Randnotiz: Da das neue Bremer Trikot dem Heimtrikot des HSV im Fernsehen zu ähnlich war, musste Bremen in der zweiten Halbzeit der Partie in Hamburg mit dem Hamburger Auswärtstrikot spielen.
Anderweitig stand die Saison im Schatten von Diskussionen über den Bundesligaskandal, der in der vorangegangenen Sommerpause publik geworden war. Arminia Bielefeld wurden in Folge alle Punkte dieser Saison aberkannt, wäre aber ohnehin Letzter geworden. Eine weitere Auswirkung des Skandals waren die deutlich niedrigeren Zuschauerzahlen: Der Zuschauerschnitt sank von 21.405 Zuschauern pro Spiel auf 18.730. Mitabsteiger war Borussia Dortmund, deren Mannschaft als überaltert angesehen wurde und zudem durch den Abgang einiger der besseren Spieler in den letzten Jahren geschwächt war.
Fußballer des Jahres wurde Mönchengladbachs Günter Netzer, der vor allem in der Nationalmannschaft brillierte.
Für ein Kuriosum sorgte der von Mönchengladbach zum VfB Stuttgart gewechselte Nationalspieler Horst Köppel, der mit Toupet über seinem schütteren Haar auflief und dafür Werbegelder kassierte.

## Abschlusstabelle
| Pl. | Verein                       | Sp. | S  | U  | N  | Tore    | Diff. | Punkte |
| --- | ---------------------------- | --- | -- | -- | -- | ------- | ----- | ------ |
| 1.  | FC Bayern München (P)        | 34  | 24 | 7  | 3  | 101:380 | +63   | 55:13  |
| 2.  | FC Schalke 04                | 34  | 24 | 4  | 6  | 076:350 | +41   | 52:16  |
| 3.  | Borussia Mönchengladbach (M) | 34  | 18 | 7  | 9  | 082:400 | +42   | 43:25  |
| 4.  | 1. FC Köln                   | 34  | 15 | 13 | 6  | 064:440 | +20   | 43:25  |
| 5.  | Eintracht Frankfurt          | 34  | 16 | 7  | 11 | 071:610 | +10   | 39:29  |
| 6.  | Hertha BSC                   | 34  | 14 | 9  | 11 | 046:550 | −9    | 37:31  |
| 7.  | 1. FC Kaiserslautern         | 34  | 14 | 7  | 13 | 059:530 | +6    | 35:33  |
| 8.  | VfB Stuttgart                | 34  | 13 | 9  | 12 | 052:560 | −4    | 35:33  |
| 9.  | VfL Bochum (N)               | 34  | 14 | 6  | 14 | 059:690 | −10   | 34:34  |
| 10. | Hamburger SV                 | 34  | 13 | 7  | 14 | 052:520 | ±0    | 33:35  |
| 11. | Werder Bremen                | 34  | 11 | 9  | 14 | 063:580 | +5    | 31:37  |
| 12. | Eintracht Braunschweig       | 34  | 8  | 15 | 11 | 043:480 | −5    | 31:37  |
| 13. | Fortuna Düsseldorf (N)       | 34  | 10 | 10 | 14 | 040:530 | −13   | 30:38  |
| 14. | MSV Duisburg                 | 34  | 10 | 7  | 17 | 036:510 | −15   | 27:41  |
| 15. | Rot-Weiß Oberhausen          | 34  | 7  | 11 | 16 | 033:660 | −33   | 25:43  |
| 16. | Hannover 96                  | 34  | 10 | 3  | 21 | 054:690 | −15   | 23:45  |
| 17. | Borussia Dortmund            | 34  | 6  | 8  | 20 | 034:830 | −49   | 20:48  |
| 18. | Arminia Bielefeld (1)        | 34  | 6  | 7  | 21 | 041:750 | −34   | 0:49   |

| (M) | Deutscher Meister 1970/71               |
| (P) | DFB-Pokal-Sieger 1970/71                |
| (N) | Aufsteiger aus der Regionalliga 1970/71 |

## Kreuztabelle
Die Kreuztabelle stellt die Ergebnisse aller Spiele der Saison dar. Die Heimmannschaft ist in der linken Spalte aufgelistet und die Gastmannschaft in der obersten Reihe.
| 1971/72 | 1971/72                  | FC Bayern München | FC Schalke 04 | Borussia Mönchengladbach | 1. FC Köln | Eintracht Frankfurt | Hertha BSC | 1. FC Kaiserslautern | VfB Stuttgart | VfL Bochum | Hamburger SV | SV Werder Bremen | Eintracht Braunschweig | Fortuna Düsseldorf | MSV Duisburg | SC Rot-Weiß Oberhausen | Hannover 96 | Borussia Dortmund | DSC Arminia Bielefeld |
| 01.     | FC Bayern München        |                   | 5:1           | 2:0                      | 1:1        | 6:3                 | 1:0        | 3:1                  | 2:2           | 5:1        | 4:3          | 6:2              | 4:1                    | 3:1                | 5:1          | 7:0                    | 3:1         | 11:1              | 1:1                   |
| 02.     | FC Schalke 04            | 1:0               |               | 1:1                      | 6:2        | 2:0                 | 4:0        | 3:0                  | 2:1           | 4:1        | 3:0          | 2:0              | 5:1                    | 3:0                | 2:0          | 4:0                    | 5:0         | 1:0               | 6:2                   |
| 03.     | Borussia Mönchengladbach | 2:2               | 7:0           |                          | 3:0        | 6:2                 | 5:2        | 2:1                  | 0:0           | 1:1        | 1:0          | 2:2              | 4:1                    | 1:2                | 3:0          | 5:2                    | 3:0         | 7:1               | 5:1                   |
| 04.     | 1. FC Köln               | 1:4               | 0:1           | 4:3                      |            | 1:1                 | 3:0        | 4:2                  | 4:1           | 1:1        | 3:0          | 0:0              | 2:0                    | 1:2                | 4:1          | 4:0                    | 3:1         | 2:1               | 1:0                   |
| 05.     | Eintracht Frankfurt      | 3:2               | 2:0           | 3:0                      | 2:2        |                     | 1:1        | 1:0                  | 4:1           | 3:2        | 4:0          | 4:0              | 1:1                    | 4:2                | 2:1          | 3:0                    | 3:1         | 5:2               | 5:2                   |
| 06.     | Hertha BSC               | 2:2               | 3:0           | 2:1                      | 1:1        | 0:0                 |            | 2:1                  | 2:1           | 1:2        | 2:0          | 2:1              | 1:0                    | 1:1                | 1:0          | 2:0                    | 3:1         | 2:1               | 1:1                   |
| 07.     | 1. FC Kaiserslautern     | 0:2               | 2:2           | 1:0                      | 2:0        | 1:1                 | 3:4        |                      | 3:1           | 4:1        | 2:1          | 2:1              | 2:2                    | 3:1                | 1:0          | 0:0                    | 2:0         | 6:0               | 2:1                   |
| 08.     | VfB Stuttgart            | 1:4               | 0:1           | 0:1                      | 1:1        | 4:4                 | 3:0        | 3:1                  |               | 3:2        | 0:3          | 1:0              | 3:1                    | 3:1                | 1:0          | 1:1                    | 3:2         | 2:0               | 2:2                   |
| 09.     | VfL Bochum               | 0:2               | 0:2           | 0:2                      | 1:5        | 3:1                 | 4:2        | 4:2                  | 1:1           |            | 2:1          | 4:2              | 1:0                    | 3:1                | 3:1          | 2:0                    | 2:2         | 4:2               | 2:1                   |
| 10.     | Hamburger SV             | 1:4               | 0:1           | 1:0                      | 1:1        | 5:1                 | 1:2        | 4:0                  | 1:2           | 3:2        |              | 2:1              | 3:1                    | 3:3                | 2:0          | 3:0                    | 2:0         | 0:0               | 1:0                   |
| 11.     | Werder Bremen            | 1:2               | 2:0           | 2:2                      | 2:2        | 3:1                 | 5:0        | 2:2                  | 2:3           | 2:0        | 4:0          |                  | 2:4                    | 1:1                | 1:1          | 4:0                    | 2:1         | 3:1               | 4:0                   |
| 12.     | Eintracht Braunschweig   | 1:1               | 0:0           | 2:1                      | 0:1        | 2:0                 | 1:1        | 1:1                  | 1:1           | 0:2        | 1:1          | 1:1              |                        | 1:1                | 2:0          | 0:0                    | 3:0         | 2:0               | 3:2                   |
| 13.     | Fortuna Düsseldorf       | 0:1               | 0:2           | 0:2                      | 1:1        | 1:0                 | 1:0        | 0:3                  | 4:0           | 3:1        | 0:0          | 1:3              | 0:0                    |                    | 0:0          | 1:1                    | 2:0         | 4:1               | 3:2                   |
| 14.     | MSV Duisburg             | 3:0               | 2:0           | 1:5                      | 1:1        | 0:1                 | 2:0        | 1:0                  | 1:2           | 2:2        | 2:4          | 2:0              | 0:0                    | 0:0                |              | 0:0                    | 2:1         | 2:1               | 4:0                   |
| 15.     | SC Rot-Weiß Oberhausen   | 1:1               | 2:3           | 0:4                      | 1:1        | 1:0                 | 5:2        | 2:5                  | 1:1           | 2:3        | 1:0          | 2:2              | 1:1                    | 2:0                | 0:1          |                        | 3:2         | 1:1               | 2:0                   |
| 16.     | Hannover 96              | 1:3               | 1:5           | 2:0                      | 1:4        | 3:1                 | 1:1        | 1:2                  | 3:0           | 4:0        | 2:3          | 5:1              | 3:0                    | 5:0                | 3:2          | 1:0                    |             | 2:3               | 3:1                   |
| 17.     | Borussia Dortmund        | 0:1               | 0:3           | 0:0                      | 0:0        | 3:1                 | 1:2        | 2:1                  | 0:4           | 1:1        | 1:1          | 1:5              | 2:2                    | 1:0                | 2:3          | 2:1                    | 1:1         |                   | 1:0                   |
| 18.     | Arminia Bielefeld        | 0:1               | 1:1           | 2:3                      | 2:3        | 3:4                 | 1:1        | 1:1                  | 1:0           | 3:1        | 2:2          | 1:0              | 1:7                    | 1:3                | 2:0          | 0:1                    | 1:0         | 3:1               |                       |

## Torschützenliste
Gerd Müller erzielte 40 Saisontore, die erst 49 Jahre später von Robert Lewandowski überboten wurden, der in der Saison 2020/21 41 Tore erzielte.
|    | Spieler          | Verein                   | Tore |
| -- | ---------------- | ------------------------ | ---- |
| 1. | Gerd Müller      | FC Bayern München        | 40   |
| 2. | Klaus Fischer    | FC Schalke 04            | 22   |
| 2. | Hans Walitza     | VfL Bochum               | 22   |
| 4. | Ferdinand Keller | Hannover 96              | 20   |
| 5. | Jupp Heynckes    | Borussia Mönchengladbach | 19   |
| 6. | Klaus Scheer     | FC Schalke 04            | 18   |
| 7. | Günter Netzer    | Borussia Mönchengladbach | 17   |
| 8. | Bernd Rupp       | 1. FC Köln               | 16   |

## Die Meistermannschaft FC Bayern München
| 1. | FC Bayern München |
|    | - Tor: Sepp Maier (34/-), Manfred Seifert (1/–) - Abwehr: Franz Beckenbauer (34/6), Johnny Hansen (32/4), Georg Schwarzenbeck (32/1), Paul Breitner (30/4), Herward Koppenhöfer (14/–), Günther Rybarczyk (4/–) - Mittelfeld: Franz Roth (32/12), Rainer Zobel (32/4), Franz Krauthausen (28/5), Edgar Schneider (23/2) - Sturm: Gerd Müller (34/40), Uli Hoeneß (34/13), Wolfgang Sühnholz (25/4), Willi Hoffmann (16/3), Franz Gerber (1/–) - Trainer: Udo Lattek dazu je ein Eigentor von Haun (Eintracht Braunschweig), Fechner (VfL Bochum) und Kapellmann (1. FC Köln) ohne Einsatz blieb Herbert Schröder (er wechselte während der Saison zu SK VÖEST Linz) |

## Zu- und Abgänge im jeweiligen Spielerkader

### FC Bayern München
FC Bayern München, 1. Platz, TR Udo Lattek, 1970/71: 2. Rang
| Zugänge | - Franz Krauthausen, 28-5, SC Rot-Weiß Oberhausen, BL - Wolfgang Sühnholz, 25-4, SC Rot-Weiß Oberhausen, BL - Willi Hoffmann, 16-3, Göppinger SV, Regionalliga Süd - Günther Rybarczyk, 4-0, eigene Amateure, Amateurliga Bayern - Franz Gerber, 1-0, eigene Jugend, laufende Saison - Herbert Schröder, kein BL-Einsatz, VfL Osnabrück, Regionalliga Nord |
| Abgänge | - Dieter Brenninger, Young Boys Bern/SUI - Peter Pumm, Alpine Donawitz/AUT - Peter Kupferschmidt, Sturm Graz/AUT - Jürgen Ey, Rapid Wien/AUT - Karl-Heinz Mrosko, 1. FC Nürnberg, Regionalliga Süd |

### FC Schalke 04
FC Schalke 04, 2. Platz, TR Ivica Horvat (neu für Slobodan Cendic), 1970/71: 6. Rang
| Zugänge | - Erwin Kremers, 33-6, Kickers Offenbach, Regionalliga Süd - Helmut Kremers, 30-3, Kickers Offenbach, Regionalliga Süd - Hartmut Huhse, 24-1, SpVgg Brackwede/Jugend, Verbandsliga Westfalen - Nico Braun, 12-4, Union Luxemburg/LUX - Paul Holz, 7-0, SV Rhenania Bottrop/Jugend, Bezirksklasse Rechter Niederrhein - Helmut Manns, 3-0, SSV Mülheim, Amateurliga Rheinland - Helmut Pabst, 1-0, SpVgg Marl, Landesliga Westfalen - Norbert Heßling, kein BL-Einsatz, eigene Jugend/SuS Neuenkirchen - Ulrich van den Berg, kein BL-Einsatz, eigene Amateure, Landesliga Westfalen St. 3             |
| Abgänge | - Hans-Jürgen Becher, SG Eintracht Gelsenkirchen, Regionalliga West - Dieter Burdenski, DSC Arminia Bielefeld, BL - Jürgen-Michael Galbierz, Wuppertaler SV, Regionalliga West - Hans Pirkner, DSV Alpine Leoban/AUT - Klaus Senger, Fortuna Düsseldorf, BL - Hans-Jürgen Wittkamp, Borussia Mönchengladbach, BL - Alban Wüst, VfR Heilbronn, Regionalliga Wüst - Reinhard Pfeiffer, Karlsruher SC, Regionalliga Süd - Manfred Pohlschmidt, Laufbahn beendet - Friedel Rausch, Laufbahn beendet, Trainer Schalke 04/Jugend - Karl-Heinz Kuzmierz, SG Wattenscheid 09 Amateure, Verbandsliga Westfalen |

### Borussia Mönchengladbach
Borussia Mönchengladbach, 3. Platz, TR Hennes Weisweiler, 1970/71: 1. Rang
| Zugänge | - Dietmar Danner, 32-5, VfR Mannheim, Regionalliga Süd - Hans-Jürgen Wittkamp, 29-6, FC Schalke 04, BL - Christian Kulik, 23-4, Alemannia Aachen/Jugend - Ulrich Surau, 14-0, Alemannia Aachen/Jugend - Heinz Michallik, 10-0, DJK Gütersloh, Regionalliga West - Siegfried Zoppke, 3-0, Polizei SV Mönchengladbach, Kreisklasse - Gregor Quasten, kein BL-Einsatz, eigene Jugend - Peter Wloka, kein BL-Einsatz, eigene Jugend (Sterkrade 06/07) - Rainer Malzkorn, kein BL-Einsatz, eigene Jugend - Hans-Jürgen Greven, kein BL-Einsatz, eigene Jugend - Wilfried Stevens, kein BL-Einsatz, 1. FC Mönchengladbach/Jugend |
| Abgänge | - Herbert Laumen, SV Werder Bremen, BL - Peter Dietrich, SV Werder Bremen, BL - Horst Köppel, VfB Stuttgart, BL - Werner Adler, Karlsruher SC, Regionalliga Süd |

### 1. FC Köln
1. FC Köln, 4. Platz, TR Gyula Lóránt (neu für Ernst Ocwirk), 1970/71: 11. Rang
| Zugänge | - Gerhard Welz, 34-0, 1. FC Nürnberg, Regionalliga Süd - Harald Konopka, 33-1, eigene Jugend - Jürgen Glowacz, 28-4, eigene Jugend - Paul Scheermann, 24-7, eigene Amateure, Verbandsliga Mittelrhein - Detlev Lauscher, 11-4, VfR Übach-Palenberg/Jugend, Landesliga Mittelrhein - Heinz-Dieter Schmitz, 3-0, eigene Amateure, Verbandsliga Mittelrhein - Karlheinz Hähnchen, 1-0, BVH Dorsten, Landesliga Westfalen St. 4 - Karlheinz Volz, 1-0, Kickers Offenbach, BL-Absteiger - Josef Bläser, kein BL-Einsatz, eigene Jugend |
| Abgänge | - Manfred Manglitz, Sperre wegen BL-Skandal - Milutin Soskic, Laufbahn beendet, TR OFK Belgrad/YUG - Thomas Parits, Eintracht Frankfurt, BL - Hans-Jürgen Lex, Viktoria Köln, Regionalliga West - Manfred Classen, Viktoria Köln, Regionalliga West - Kurt Kowalski, Bayer 04 Leverkusen, Regionalliga West - Wolfgang John, Blau-Weiß 90 Berlin, Regionalliga Berlin |

### Eintracht Frankfurt
Eintracht Frankfurt, 5. Platz, TR Erich Ribbeck, 1970/71: 15. Rang
| Zugänge | - Thomas Parits, 31-12, 1. FC Köln, BL - Ender Konca, 26-7, Eskisehir FC/TÜR - Roland Weidle, 15-4, VfB Stuttgart, BL - Dieter Ungewitter, 7-0, VfB Stuttgart, BL - Klaus-Peter Stahl, 4-0, Viktoria Aschaffenburg, Regionalliga Süd - Wolfgang Kraus, 1-0, eigene Jugend - Manfred Diehl, ohne BL-Einsatz, SV Darmstadt 98, Regionalliga Süd - Kurt Ritter, ohne BL-Einsatz, Hannover 96, BL |
| Abgänge | - Hans Lindemann, SV Darmstadt 98, Regionalliga Süd - Joachim Weber, SV Darmstadt 98, Regionalliga Süd - Manfred Wirth, SV Darmstadt 98, Regionalliga Süd - Jürgen Papies, Borussia Neunkirchen, Regionalliga Südwest - Walter Wagner, SSV Reutlingen, Regionalliga Süd - Dieter Lindner, Laufbahn beendet - Günter Keifler, Sportinvalide                                                    |

### Hertha BSC
Hertha BSC, 6. Platz, TR Helmut Kronsbein, 1970/71: 3. Rang
| Zugänge | - Erwin Hermandung, 34-7, Alemannia Aachen, Regionalliga West - Erich Beer, 31-8, Rot-Weiss Essen, BL-Absteiger - Michael Sziedat, 29-0, BFC Preußen/Jugend - Peter Gutzeit, 25-2, FK Pirmasens, Regionalliga Südwest - Hans Zengerle, 9-1, ESV Ingolstadt, Regionalliga Süd - Wolfgang Sidka, 2-0, laufende Saison, eigener Nachwuchs - Detlef Schulz, 2-0, laufende Saison, eigener Nachwuchs - Andreas Schumann, 2-0, laufende Saison, eigener Nachwuchs - Frank Hanisch, 3-0, laufende Saison, eigener Nachwuchs - Jürgen Lahn, 1-0, laufende Saison, eigener Nachwuchs |
| Abgänge | - Norbert Janzon, Wormatia Worms, Regionalliga Südwest - Bernd Laube, Wormatia Worms, Regionalliga Südwest - Hans-Joachim Altendorff, Wacker 04, Regionalliga Berlin - Franz Brungs, 1. FC Nürnberg, Regionalliga Süd - Jürgen Weber, SV Werder Bremen, BL - Reinhard Gröger, Hertha Zehlendorf, Regionalliga Berlin - Horst Maaß, Alemannia 90, Regionalliga Berlin |

### 1. FC Kaiserslautern
1. FC Kaiserslautern, 7. Platz, TR Dietrich Weise (neu für Gyula Lóránt), 1970/71: 8. Rang
| Zugänge | - Wolfgang Seel, 33-6, 1. FC Saarbrücken, Regionalliga Südwest - Heinz-Jürgen Henkes, 16-2, Borussia Neunkirchen, Regionalliga Südwest |
| Abgänge | - Peter Blusch, Xamax Neuchatel/SUI - Bratislav Đorđević, TuS Landstuhl, 2. Amateurliga Westpfalz - Dieter Krafczyk, Winfried Richter, beide SV Kirchenbollenbach, 2. Amateurliga Nahe - Peter Winter, unbekannt - Werner Glass, VfR Kaiserslautern, 1. Amateurliga Südwest |

### VfB Stuttgart
VfB Stuttgart, 8. Platz, TR Branko Zebec bis 18. April 1972, Karl Bögelein ab 19. April 1972, 1970/71: 12. Rang
| Zugänge | - Horst Köppel, 34-8, Borussia Mönchengladbach, BL - Egon Coordes, 30-2, SV Werder Bremen, BL - Wolfgang Frank, 29-12, eigene Amateure, 1. Amateurliga Nordwürttemberg - Hans Ettmayer, 24-8, SSW Innsbruck/AUT - Zlatko Škorić, 24-0, Olimpija Ljubljana/YUG - Karl Berger, 13-2, eigene Amateure, 1. Amateurliga Nordwürttemberg - Gerd Komorowski, 6-0, eigene Amateure, 1. Amateurliga Nordwürttemberg - Roland Mall, 2-0, eigene Amateure, 1. Amateurliga Nordwürttemberg                                |
| Abgänge | - Hartmut Weiß, Stuttgarter Kickers, Regionalliga Süd - Jan Olsson, GAIS Göteborg/SWE - Roland Weidle, Eintracht Frankfurt, BL - Hans Eisele, DSV Alpine Leoben/AUT - Jürgen Martin, Linzer ASK/AUT - Werner Haaga, VfR Heilbronn, Regionalliga Süd - Hans Hauser, SC Tasmania 1900 Berlin, Regionalliga Berlin - Hans-Jürgen Wittfoht, VfB Lübeck, Regionalliga Nord - Bodo Jopp, eigene Amateure, 1. Amateurliga Nordwürttemberg - Günter Sawitzki, Laufbahn beendet - Hans Arnold, Sperre wegen BL-Skandal |

### VfL Bochum
VfL Bochum, 9. Platz, TR Hermann Eppenhoff, 1970/71: BL-Aufsteiger
| Zugänge | - Reinhold Wosab, 34-5, Borussia Dortmund, BL - Dieter Zorc, 21-0, Lüner SV, Regionalliga West - Franz-Josef Laufer, 8-0, SpVgg Erkenschwick, Regionalliga West - Harry Bohrmann, 1-0, TB Eickel, Verbandsliga Westfalen Gr. 2 - Udo Böckmann, 1-0, eigene Amateure, lfde. Saison, Bezirkskl. Westfalen St. 13                              |
| Abgänge | - Theo Diegelmann, 1. FC Nürnberg, Regionalliga Süd - Hans Grieger, VfL Klafeld-Geisweid, Verbandsliga Westfalen - Hans-Jürgen Jansen, VfB Homberg, Landesliga Niederrhein - Erich Schiller, Sportfreunde Hamborn 07, 1. Amateurliga Niederrhein - Rainer Pommorin, eigene Amateure, Bezirkskl. Westfalen St. 13 - Heinz Hermani, unbekannt |

### Hamburger SV
Hamburger SV, 10. Platz, TR Klaus-Dieter Ochs, 1970/71: 5. Rang
| Zugänge | - Ole Björnmose, 33-9, SV Werder Bremen, BL - Georg Volkert, 31-4, FC Zürich/SUI - Manfred Kaltz, 32-4, TuS Altrip/Jugend - Caspar Memering, 23-11, SV Werder Bremen/Jugend - Klaus Winkler, 22-2, Kickers Offenbach, BL-Absteiger - Rudi Kargus, 14-0, Wormatia Worms, Regionalliga Südwest - Peter Lübeke, 11-4, SV Renchen/Jugend, Südbaden - Günter Selke, 2-0, laufende Runde, eigene Jugend |
| Abgänge | - Gert Dörfel, Johannesburg Highland Power, in der lfd. Saison - Hans Schulz, Fortuna Düsseldorf, BL - Siegfried Beyer, FC St. Pauli, Regionalliga Nord - Gert Girschkowski, 1. FC Phönix Lübeck, Regionalliga Nord - Wolfgang Kampf, 1. FC Phönix Lübeck, Regionalliga Nord - Walter Volkert, HSV Barmbek-Uhlenhorst, Regionalliga Nord - Gerd Klier, 1. FSV Mainz 05, Regionalliga Südwest - Hans-Werner Kremer, SV Röchling Völklingen, Regionalliga Südwest - Robert Pötzschke, SV Röchling Völklingen, Regionalliga Südwest - Hans-Peter Gummlich, SC Union 03 Altona, Landesliga Hamburg |

### SV Werder Bremen
SV Werder Bremen, 11. Platz, TR Robert Gebhardt bis 26. September 1971, Willy Multhaup von 27. September bis 24. Oktober 1971, Josef Piontek von 25. Oktober 1971 bis 7. Mai 1972, Fritz Langner ab 8. Mai 1972, 1970/71: 10. Rang
| Zugänge | - Willi Neuberger, 33-7, Borussia Dortmund, BL - Herbert Laumen, 31-10, Borussia Mönchengladbach, BL - Werner Weist, 28-13, Borussia Dortmund, BL - Jürgen Weber, 27-5, Hertha BSC, BL - Peter Dietrich, 8-2, Borussia Mönchengladbach, BL - Carsten Baumann, 16-3, VfL Osnabrück, Regionalliga Nord - Peter Haak, 3-0, TuS Bremerhaven 93, Regionalliga Nord - Uwe Bracht, 1-0, laufende Saison, eigene Amateure, Landesliga Bremen - Norbert Starzak, 2-0, laufende Saison, eigene Amateure, Landesliga Bremen   |
| Abgänge | - Ole Björnmose, Hamburger SV, BL - Egon Coordes, VfB Stuttgart, BL - Eckhard Deterding, TSR Olympia Wilhelmshaven, Regionalliga Nord - Herbert Meyer, Kickers Offenbach, Regionalliga Süd - Klaus Müller, SpVgg Bayreuth, Regionalliga Süd - Werner Thelen, TSV Alemannia Aachen, Regionalliga West - Bernd Lorenz, Rapid Wien/AUT - Fritz Stefens, SV Meppen, Landesliga Niedersachsen - Volker Schöttner, eigene Amateure, Landesliga Bremen - Heinz Steinmann, Sportinvalide - Bernd Windhausen, Sportinvalide |

### Eintracht Braunschweig
Eintracht Braunschweig, 12. Platz, TR Otto Knefler, 1970/71: 4. Rang
| Zugänge | - Ludwig Bründl, 33-10, Stuttgarter Kickers, Regionalliga Süd - Bernd Franke, 26-0, Fortuna Düsseldorf, Regionalliga West - Jürgen Dudda, 18-2, HSV Barmbek-Uhlenhorst, Regionalliga Nord - Hartmut Konschal, 14-0, SV Union Salzgitter/Jugend - Manfred Kipp, 5-0, SC Wacker 04 Berlin, Regionalliga Berlin - Rainer Slodczyk, ohne BL-Einsatz, eigene Amateure, Landesliga Niedersachsen |
| Abgänge | - Gerd Saborowski, KSV Holstein Kiel, Regionalliga Nord - Burkhardt Öller, Hannover 96, BL - Michael Polywka, Hannover 96, BL - Gerhard Elfert, VfL Osnabrück, Regionalliga Nord |

### Fortuna Düsseldorf
Fortuna Düsseldorf, 13. Platz, TR Heinz Lucas, 1970/71: BL-Aufsteiger
| Zugänge | - Hans Schulz, 23-3, Hamburger SV, BL - Herbert Gronen, 20-1, Alemannia Aachen, Regionalliga West - Kurt Büns, 5-0, Sportfreunde Hamborn 07, Regionalliga West - Klaus Senger, 4-0, FC Schalke 04, BL - Leonhard Helmreich, 3-0, eigene Amateure, Landesliga Niederrhein - Benno Beiroth, 1-0, eigene Amateure, LL Niederrhein, laufende Saison - Heinz Lenssen, 1-0, Rheydter SpV, 1. Amateurliga Niederrhein |
| Abgänge | - Bernd Franke, Eintracht Braunschweig, BL - Robert Begerau, eigene Amateure, Landesliga Niederrhein - Benno Beiroth, eigene Amateure, Landesliga Niederrhein - Hans Hägele, SpVgg Ludwigsburg, Regionalliga Süd - Gerd Riethmann, SpVgg 07/12 Herten, Verbandsliga Westfalen |

### MSV Duisburg
MSV Duisburg, 14. Platz, TR Rudi Faßnacht, 1970/71: 7. Rang
| Zugänge | - Klaus Wunder, 27-7, SV Arminia Hannover, Regionalliga Nord - Rudolf Seliger, 21-1, Eintracht Duisburg, 1. Amateurliga Niederrhein - Helmut Roth, 2-0, FC Lugano/SUI - Ronald Worm, 10-3, laufende Saison, eigene Jugend - Werner Schneider, 2-0, laufende Saison, eigene Jugend |
| Abgänge | - Georg Damjanoff, DSC Arminia Bielefeld, BL - Kurt-Jürgen Lorenz, SC Preußen Münster, Regionalliga West - Hans Sondermann, FC Bayern 05 Uerdingen, Regionalliga West - Anton Burghardt, SG Eintracht Bad Kreuznach, 1. Amateurliga Südwest - Hermann Holscher, Fortuna Düsseldorf Amateure, 1. Amateurliga Niederrhein (gibt auch Martin Holscher) - Willibert Kremer, Spielerlaufbahn beendet, Assistenztrainer MSV Duisburg |

### Rot-Weiß Oberhausen
Rot-Weiß Oberhausen, 15. Platz, TR Günter Brocker (neu für Alfred Preißler), 1970/71: 16. Rang
| Zugänge | - Ludwig Denz, 34-3, TSV München 1860, Regionalliga Süd - Willi Mumme, 32-2, VfL Osnabrück, Regionalliga Nord - Gerd Wörmer, 31-0, Tennis Borussia Berlin, Regionalliga Berlin - Franz-Josef Tenhagen, 30-2, eigene Jugend - Fred Hoff, 20-6, SC Tasmania 1900 Berlin, Regionalliga Berlin - Ulrich Kallius, 12-1, VfL Osnabrück, Regionalliga Nord - Bernd Hoffmann, 11-2, 1. FC Saarbrücken, Regionalliga Südwest - Franz Emans, 9-2, SC Tasmania 1900 Berlin, Regionalliga Berlin - Herbert Liedtke, 7-0, FC St. Pauli, Regionalliga Nord - Ditmar Jakobs, 5-0, eigene Jugend, in der laufenden Saison - Willi Jansen, eigene Amateure, Bezirkskl. Rechter Niederrhein - Wolfgang Habel, 1-0, eigene Amateure, Bezirkskl. Rechter Niederrhein - Friedel Szeimies, 1-0, eigene Amateure, Bezirkskl. Rechter Niederrhein |
| Abgänge | - Franz Krauthausen, FC Bayern München, BL - Wolfgang Sühnholz, FC Bayern München, BL - Dieter Brozulat, TSV München 1860, Regionalliga Süd - Hans Fritsche, VfL Osnabrück, Regionalliga Nord - Günter Karbowiak, VfL Osnabrück, Regionalliga Nord - Klaus Witt, SV Arminia Gütersloh, Regionalliga West - Rainer Laskowsky, Norbert Lücke, Siegfried Rösen, alle Viktoria Köln, Regionalliga West - Wolfgang Balzer, VfB Lohberg, Verbandsliga Niederrhein - Friedhelm Kobluhn, Spielerlaufbahn beendet, Assistenztrainer RWO - Werner Kubek, Laufbahn beendet |

### Hannover 96
Hannover 96, 16. Platz, TR Helmuth Johannsen bis 13. November 1971,  Hans Hipp ab 18. November 1971, 1970/71: 9. Rang
| Zugänge | - Franz-Josef Pauly, 28-0, SpVgg Cochem, Bezirksliga Koblenz West - Georg Beichle, 18-3, Kickers Offenbach, BL-Absteiger - Rolf Blau, 16-1, VfL Neuwied, Rheinlandliga - Burkhardt Öller, 8-0, Eintracht Braunschweig, BL - Michael Polywka, 8-0, Eintracht Braunschweig, BL - Peter Rühmkorb, 15-0, eigene Amateure, Landesliga Niedersachsen, lfde. Runde - Reinhard Dittel, 1-0, eigene Amateure, Landesliga Niedersachsen, lfde. Runde - Karl-August Herbeck, 1-0, eigene Amateure, Landesliga Niedersachsen, lfde. Runde - Wolfgang Thiele, 1-0, eigene Amateure, Landesliga Niedersachsen, lfde. Runde |
| Abgänge | - Claus Brune, Wuppertaler SV, Regionalliga West - Zvezdan Čebinac, SG Germania Wiesbaden, 1. Amateurliga Hessen - Bernd Helmschrot, TSV München 1860, Regionalliga Süd - Peter Loof, DSC Arminia Bielefeld, BL - Kurt Ritter, Eintracht Frankfurt, BL - Horst Podlasly, Laufbahn beendet - Klaus Bohnsack, Laufbahn beendet |

### Borussia Dortmund
Borussia Dortmund, 17. Platz, TR Horst Witzler bis 21. Dezember 1971, Herbert Burdenski ab 3. Januar 1972, 1970/71: 13. Rang
| Zugänge | - Dieter Mietz, 29-0, SG Wattenscheid 09, Regionalliga West - Siegfried Köstler, 26-2, 1. FC Paderborn, 1. Amateurliga Westfalen Gr. 1 - Werner Lorant, 23-0, SV Welver, Landesliga Westfalen - Walter Hohnhausen, 22-2, Rot-Weiss Essen, BL-Absteiger - Reinhold Mathes, 18-0, Spfrde. Siegen, 1. Amateurliga Westfalen Gr. 2 - Alfons Sikora, 17-0, VfB Altena, Landesliga Westfalen - Friedel Mensink, 12-0, TuS Bremerhaven 93, Regionalliga Nord - Jürgen Wilhelm, 7-3, SC Oberlahnstein, Amateurliga Rheinland - Horst Bertram, 7-0, Kickers Offenbach, BL-Absteiger - Karl-Heinz Henke, 5-0, VfB Bielefeld, 1. Amateurliga Westfalen Gr. 1 - Wolfgang Przygoda, ohne BL-Einsatz, VfB Lünen 08, Bezirksklasse Westfalen                 |
| Abgänge | - Sigfried Held, Kickers Offenbach, Regionalliga Süd - Willi Neuberger, SV Werder Bremen, BL - Werner Weist, SV Werder Bremen, BL - Reinhold Wosab, VfL Bochum, BL - Ferdinand Heidkamp, SC Fortuna Köln, Regionalliga West - Jürgen Boduszek, RW Oberhausen Amateure, Bezirksklasse Rechter Niederrhein - Klaus Brakelmann, eigene Amateure, 1. Amateurliga Westfalen Gr. 2 - Reinhard Fabisch, Hammer SpVg, 1. Amateurliga Westfalen Gr. 1 - Horst Trimhold, FSV Frankfurt, Amateurliga Hessen - Klaus Günther, VfB Gaggenau, 2. Amateurliga Südbaden - Wolfgang Paul, Spielerlaufbahn beendet, Trainer TSV Bigge-Olsberg, Landesliga Westfalen - Wilhelm Sturm, Spielerlaufbahn beendet, Trainer TSV Fichte Hagen, Bezirksklasse Westfalen |

### DSC Arminia Bielefeld
DSC Arminia Bielefeld, 18. Platz, TR Egon Piechaczek bis 21. Dezember 1971, von 1. Januar bis 27. Januar 1972 Hellmut Meidt, ab 28. Januar 1972 Jan Notermans, 1970/71: 14. Rang
| Zugänge | - Dieter Burdenski, 31-0, FC Schalke 04 - Gerd Kasperski, 31-5, SC Preußen Münster, Regionalliga West - Georg Damjanoff, 30-5, MSV Duisburg, BL - Jürgen Jendrossek, 29-7, NEC Nijmegen/NED - Roland Stegmayer, 28-4, 1. FC Nürnberg, Regionalliga Süd - Peter Loof, 13-0, Hannover 96, BL - Wolfgang Mittendorf, 6-0, eigene Jugend - Harald Nickel, 5-0, eigene Jugend - Bernd Wehmeyer, 2-0, lfde. Saison, eigene Amateure, Bezirkskl. Westfalen - Rolf Kosmann, 1-0, eigene Jugend |
| Abgänge | - Horst Stockhausen, VfL Klafeld-Geisweid, Verbandsliga Westfalen - Herbert Bittner, SV Arminia Hannover, Regionalliga Nord - Detlef Kemena, SV Arminia Gütersloh, Regionalliga West - Klaus Köller, SV Arminia Gütersloh, Regionalliga West - Andreas Triebel, FC Stukenbrock, Bezirksklasse Westfalen - Klaus Oberschelp, 1. FC Paderborn, Verbandsliga Westfalen - Jürgen Neumann, Sperre wegen BL-Skandal                                                                          |

## Schiedsrichter
| Name                    | Geboren       | Landesverband | Spiele |    |
| ----------------------- | ------------- | ------------- | ------ | -- |
| Heinz Aldinger          | 7. Jan. 1933  | Württemberg   | 11     | 0  |
| Diedrich Basedow        | 17. Juli 1930 | Hamburg       | 5      | 0  |
| Dieter Berner           | 7. Aug. 1938  | Württemberg   | 7      | 1  |
| Alfons Betz             | 21. Nov. 1928 | Bayern        | 9      | 0  |
| Ferdinand Biwersi       | 24. Juni 1934 | Saarland      | 8      | 0  |
| Gerhard Boe             | 21. Apr. 1935 | Niedersachsen | 1      | 0  |
| Horst Bonacker          | 18. Mai 1937  | unbekannt     | 7      | 2  |
| Werner Burgers          | 15. Mai 1934  | Niederrhein   | 2      | 0  |
| Wolfgang Dittmer        | 28. Sep. 1941 | Südwest       | 5      | 0  |
| Walter Engel            | 15. Mai 1939  | Saarland      | 5      | 0  |
| Walter Eschweiler       | 20. Sep. 1935 | Mittelrhein   | 7      | 1  |
| Karl-Heinz Fork         | 13. Juli 1930 | Westfalen     | 5      | 1  |
| Rudolf Frickel          | 16. Juli 1932 | Bayern        | 7      | 0  |
| Norbert Fuchs           | 20. Sep. 1935 | Rheinland     | 5      | 1  |
| Peter Gabor             | 19. Apr. 1940 | Berlin        | 8      | 0  |
| Philipp Geng            | 4. Mai 1926   | Südbaden      | 8      | 0  |
| Manfred Hamer           | 15. Apr. 1938 | Westfalen     | 4      | 0  |
| Winfried Hanschke       | 10. Aug. 1933 | Niedersachsen | 1      | 0  |
| Dieter Heckeroth        | 4. Juli 1939  | Hessen        | 9      | 2  |
| Gerd Hennig             | 24. Apr. 1935 | Niederrhein   | 10     | 1  |
| Horst Herden            | 8. Juli 1928  | Hamburg       | 8      | 0  |
| Wilfried Hilker         | 14. Aug. 1930 | Westfalen     | 6      | 0  |
| Hans Hillebrand         | 12. Juni 1935 | Niederrhein   | 5      | 0  |
| Franz-Josef Hontheim    | 13. Aug. 1938 | Rheinland     | 2      | 0  |
| Walter Horstmann        | 28. Aug. 1935 | Niedersachsen | 6      | 0  |
| Paul Kindervater        | 24. Jan. 1940 | Mittelrhein   | 6      | 0  |
| Max Klauser             | 4. Juli 1937  | Bayern        | 3      | 0  |
| Alfred Köhler           | 18. Jan. 1936 | unbekannt     | 3      | 0  |
| Günter Linn             | 16. März 1935 | Rheinland     | 7      | 0  |
| Herbert Lutz            | 1. Mai 1930   | Bremen        | 7      | 0  |
| Gert Meuser             | 26. Juni 1936 | Südwest       | 8      | 0  |
| Walter Niemann          | 1. Jan. 1933  | Hamburg       | 2      | 0  |
| Klaus Ohmsen            | 16. Okt. 1935 | Hamburg       | 8      | 0  |
| Klaus Overberg          | 18. März 1934 | Niederrhein   | 1      | 0  |
| Erich Pfleiderer        | 18. Dez. 1929 | Baden         | 6      | 0  |
| Karl-Heinz Picker       | 26. Sep. 1928 | Hamburg       | 3      | 0  |
| Heinz Quindeau          | 28. Aug. 1933 | Südwest       | 9      | 0  |
| Jan Redelfs             | 20. Aug. 1935 | Niedersachsen | 5      | 0  |
| Ewald Regely            | 17. März 1934 | Berlin        | 2      | 0  |
| Karl Riegg              | 15. Nov. 1929 | Bayern        | 8      | 1  |
| Klaus-Dieter Rögner     | 11. Dez. 1933 | Niedersachsen | 1      | 0  |
| Volker Roth             | 1. Feb. 1942  | Niedersachsen | 2      | 0  |
| Elmar Schäfer           | 20. Juli 1940 | Hamburg       | 4      | 0  |
| Rudolf Schröck          | 2. Dez. 1933  | unbekannt     | 7      | 0  |
| Gerhard Schulenburg     | 11. Okt. 1926 | Niedersachsen | 8      | 1  |
| Jürgen Schumann         | 2. Mai 1940   | Rheinland     | 3      | 0  |
| Fritz Seiler            | 14. Aug. 1927 | Württemberg   | 8      | 1  |
| Gerd Siepe              | 27. Juli 1929 | Mittelrhein   | 6      | 0  |
| Kurt Tschenscher        | 5. Okt. 1928  | Baden         | 10     | 1  |
| Hans Voß                | 10. Aug. 1928 | Westfalen     | 4      | 0  |
| Franz Wengenmayer       | 14. März 1926 | Bayern        | 5      | 0  |
| Hans-Joachim Weyland    | 29. Sep. 1929 | Niederrhein   | 9      | 0  |
| Manfred Wichmann        | 2. Okt. 1937  | Westfalen     | 3      | 0  |
| Dieter Wohlfarth        | 11. Jan. 1939 | Hessen        | 5      | 0  |
| Udo Zuchantke           | 28. Dez. 1936 | Berlin        | 1      | 0  |
| Horst Zühlke            | 17. Okt. 1937 | Berlin        | 1      | 0  |
| Gesamt:                 | Gesamt:       | Gesamt:       | 306    | 13 |
| Quelle: weltfussball.de |               |               |        |    |